# Rutsiro (distrito)
Rutsiro é um distrito (akarere) na Província do Oeste, em Ruanda. Sua capital é a vila de Rutsiro.

## Setores
O distrito de Rutsiro é dividido em 13 setores (imirenge): Boneza, Gihango, Kigeyo, Kivumu, Manihira, Mukura, Murunda, Musasa, Mushonyi, Mushubati, Nyabirasi, Ruhango e Rusebeya.